# Balaciu
Balaciu is een Roemeense gemeente in het district Ialomița.
Balaciu telt 1811 inwoners.